# Grúzia a 2016. évi nyári olimpiai játékokon
Grúzia a brazíliai Rio de Janeiróban megrendezett 2016. évi nyári olimpiai játékok egyik részt vevő nemzete volt. Az országot az olimpián 11 sportágban 40 sportoló képviselte, akik összesen 7 érmet szereztek.

## Érmesek
| Érem  | Versenyző                | Sportág    | Versenyszám               |
| ----- | ------------------------ | ---------- | ------------------------- |
| Arany | Vladimer Khinchegashvili | Birkózás   | Férfi szabadfogás, 57 kg  |
| Arany | Lasa Talahadze           | Súlyemelés | Férfi +105 kg             |
| Ezüst | Varlam Lip'art'eliani    | Cselgáncs  | Férfi középsúly           |
| Bronz | Shmagi Bolkvadze         | Birkózás   | Férfi kötöttfogás, 66 kg  |
| Bronz | Geno Petriasvili         | Birkózás   | Férfi szabadfogás, 125 kg |
| Bronz | Lasha Shavdatuashvili    | Cselgáncs  | Férfi könnyűsúly          |
| Bronz | Irak'li Turmanidze       | Súlyemelés | Férfi +105 kg             |

## Atlétika
Férfi
| Versenyző            | Versenyszám | Döntő   | Döntő    |
| Versenyző            | Versenyszám | Idő     | Helyezés |
| -------------------- | ----------- | ------- | -------- |
| Daviti Kharazishvili | Maraton     | 2:20:47 | 72.      |

| Versenyző        | Versenyszám | Selejtező                | Selejtező                | Döntő    | Döntő    |
| Versenyző        | Versenyszám | Eredmény                 | Helyezés                 | Eredmény | Helyezés |
| ---------------- | ----------- | ------------------------ | ------------------------ | -------- | -------- |
| Bachana Khorava  | Távolugrás  | 777 cm                   | 19.                      | kiesett  | kiesett  |
| Lasha Torgvaidze | Hármasugrás | érvényes kísérlet nélkül | érvényes kísérlet nélkül | kiesett  | kiesett  |
| Benik Abramyan   | Súlylökés   | 18,72 m                  | 31.                      | kiesett  | kiesett  |

Női
| Versenyző           | Versenyszám | Selejtező | Selejtező | Döntő    | Döntő    |
| Versenyző           | Versenyszám | Eredmény  | Helyezés  | Eredmény | Helyezés |
| ------------------- | ----------- | --------- | --------- | -------- | -------- |
| Valentina Liashenko | Magasugrás  | 180 cm    | 32.*      | kiesett  | kiesett  |

* - három másik versenyzővel azonos eredményt ért el

## Birkózás

### Férfi
Kötöttfogású
| Versenyző            | Versenyszám | Selejtező                      | Nyolcaddöntő                                | Negyeddöntő                   | Elődöntő                             | Vigaszág első kör | Vigaszág elődöntő | Bronz- mérkőzés            | Döntő             | Helyezés |
| Versenyző            | Versenyszám | Ellenfél Eredmény              | Ellenfél Eredmény                           | Ellenfél Eredmény             | Ellenfél Eredmény                    | Ellenfél Eredmény | Ellenfél Eredmény | Ellenfél Eredmény          | Ellenfél Eredmény | Helyezés |
| -------------------- | ----------- | ------------------------------ | ------------------------------------------- | ----------------------------- | ------------------------------------ | ----------------- | ----------------- | -------------------------- | ----------------- | -------- |
| Shmagi Bolkvadze     | 66 kg       | erőnyerő                       | Tero Välimäki (FIN) · 3–0                   | Omid Nóruzi (IRI) · 2–0       | Davor Štefanek (SRB) · 0–7 kétvállas |                   |                   | Tomohiro Inoue (JPN) · 1–0 |                   |          |
| Zurabi Datunashvili  | 75 kg       | Doszhan Kartikov (KAZ) · 0–2   | kiesett                                     | kiesett                       | kiesett                              | kiesett           | kiesett           | kiesett                    | kiesett           | 18.      |
| Roberti Kobliashvili | 85 kg       | Alfonso Leyva (MEX) · 5–0      | Denis Kudla (GER) · 1–1                     | kiesett                       | kiesett                              | kiesett           | kiesett           | kiesett                    | kiesett           | 9.       |
| Revazi Nadareishvili | 98 kg       | erőnyerő                       | Elis Guri (BUL) · 2–3                       | kiesett                       | kiesett                              | kiesett           | kiesett           | kiesett                    | kiesett           | 10.      |
| Jakob Kadzsaja       | 130 kg      | Eduard Soghomonyan (BRA) · 8–0 | Olekszandr Cserneckij (UKR) · kétvállas 2–1 | Szergej Szemjonov (RUS) · 0–5 | kiesett                              | kiesett           | kiesett           | kiesett                    | kiesett           | 7.       |

Szabadfogású
| Versenyző                | Versenyszám | Selejtező                    | Nyolcaddöntő                    | Negyeddöntő                   | Elődöntő                          | Vigaszág első kör | Vigaszág elődöntő        | Bronz- mérkőzés             | Döntő                   | Helyezés |
| Versenyző                | Versenyszám | Ellenfél Eredmény            | Ellenfél Eredmény               | Ellenfél Eredmény             | Ellenfél Eredmény                 | Ellenfél Eredmény | Ellenfél Eredmény        | Ellenfél Eredmény           | Ellenfél Eredmény       | Helyezés |
| ------------------------ | ----------- | ---------------------------- | ------------------------------- | ----------------------------- | --------------------------------- | ----------------- | ------------------------ | --------------------------- | ----------------------- | -------- |
| Vladimer Khinchegashvili | 57 kg       | erőnyerő                     | Nuriszlam Szanajev (KAZ) · 4–3  | Hacı Əliyev (AZE) · 5–3       | Vladimir Dubov (BUL) · 8–4        |                   |                          |                             | Higucsi Rei (JPN) · 4–3 |          |
| Zurab Iakobisvili        | 65 kg       | erőnyerő                     | Amas Daniel (NGR) · 2–1         | Frank Chamizo (ITA) · 3–4     | kiesett                           | kiesett           | kiesett                  | kiesett                     | kiesett                 | 10.      |
| Iakob Makarashvili       | 74 kg       | erőnyerő                     | Georgi Ivanov (BUL) · 13–8      | Cəbrayıl Həsənov (AZE) · 0–11 | kiesett                           | kiesett           | kiesett                  | kiesett                     | kiesett                 | 11.      |
| Sandro Aminashvili       | 86 kg       | erőnyerő                     | Zbigniew Baranowski (POL) · 2–2 | kiesett                       | kiesett                           | kiesett           | kiesett                  | kiesett                     | kiesett                 | 14.      |
| Elizbar Odikadze         | 97 kg       | erőnyerő                     | Georgij Ketojev (ARM) · 8–1     | Mamed Ibragimov (KAZ) · 6–1   | Kyle Frederick Snyder (USA) · 4–9 |                   |                          | Albert Saritov (ROU) · 0–10 |                         | 5.       |
| Geno Petriasvili         | 125 kg      | Dimitar Kumchev (BUL) · 10–0 | Alen Zaszeev (UKR) · 11–6       | Komeil Gászemi (IRI) · 4–4    |                                   |                   | Korey Jarvis (CAN) · 9–2 | Tervel Dlagnev (USA) · 10–0 |                         |          |

## Cselgáncs
Férfi
| Versenyző               | Versenyszám  | Selejtező         | 32-es főtábla                                 | Nyolcaddöntő                              | Negyeddöntő                                        | Elődöntő                                           | Vigaszág elődöntő                     | Bronz- mérkőzés                         | Döntő                            | Helyezés |
| Versenyző               | Versenyszám  | Ellenfél Eredmény | Ellenfél Eredmény                             | Ellenfél Eredmény                         | Ellenfél Eredmény                                  | Ellenfél Eredmény                                  | Ellenfél Eredmény                     | Ellenfél Eredmény                       | Ellenfél Eredmény                | Helyezés |
| ----------------------- | ------------ | ----------------- | --------------------------------------------- | ----------------------------------------- | -------------------------------------------------- | -------------------------------------------------- | ------------------------------------- | --------------------------------------- | -------------------------------- | -------- |
| Amiran Papinashvili     | Légsúly      | erőnyerő          | Sergio Pessoa (CAN) · 011(0)-000(2)           | Yanislav Gerchev (BUL) · 100(1)-000(0)    | Takató Naohisza (JPN) · 100(1)-000(0)              | Beszlan Mudranov (RUS) · 000(2)–100(1)             |                                       | Diyorbek Urozboev (UZB) · 000(1)–001(2) |                                  | 5.       |
| Vazha Margvelashvili    | Harmatsúly   | erőnyerő          | Adrian Gomboc (SLO) · 000(1)–100(0)           | kiesett                                   | kiesett                                            | kiesett                                            |                                       |                                         |                                  | 17.      |
| Lasha Shavdatuashvili   | Könnyűsúly   | erőnyerő          | Magdiel Estrada (CUB) · 100(0)-000(1)         | Chamara Repiyallage (SRI) · 100(0)-000(2) | Óno Sóhei (JPN) · 000(0)–010(0)                    |                                                    | Gyenyisz Jarcev (RUS) · 100(0)-001(0) | Sagi Muki (ISR) · 100(0)-000(2)         |                                  |          |
| Avtandil Ch'rik'ishvili | Váltósúly    | erőnyerő          | Iván Felipe Silva (CUB) · 001(1)-000(0)       | Juan Diego Turcios (ESA) · 000(0)-000(2)  | Matteo Marconcini (ITA) · 011(2)-000(1)            | Travis Stevens (USA) · 000(1)–100(2)               |                                       | Nagasze Takanori (JPN) · 000(0)–001(2)  |                                  | 5.       |
| Varlam Lip'art'eliani   | Középsúly    | erőnyerő          | Komronshokh Ustopiriyon (TJK) · 100(1)-000(2) | Ovini Uera (NRU) · 100(0)-000(0)          | Lkhagvasürengiin Otgonbaatar (MGL) · 000(1)-000(2) | Kvak Tonghan (Gwak Dong-han) (KOR) · 100(0)-000(0) |                                       |                                         | Baker Masú (JPN) · 000(0)–001(2) |          |
| Beka Gviniashvili       | Félnehézsúly | erőnyerő          | Benjamin Fletcher (GBR) · 100(1)-000(1)       | Toma Nikiforov (BEL) · 101(0)-000(1)      | Cyrille Maret (FRA) · 000(1)–010(1)                |                                                    | Haga Rjúnoszuke (JPN) · 000(1)–000(0) | kiesett                                 |                                  | 7.       |
| Adam Okruashvili        | Nehézsúly    |                   | Haraszava Hiszajosi (JPN) · 000(2)–000(1)     | kiesett                                   | kiesett                                            | kiesett                                            |                                       |                                         |                                  | 17.      |

Női
| Versenyző   | Versenyszám | Selejtező                                        | Nyolcaddöntő                          | Negyeddöntő       | Elődöntő          | Vigaszág elődöntő | Bronz- mérkőzés   | Döntő             | Helyezés |
| Versenyző   | Versenyszám | Ellenfél Eredmény                                | Ellenfél Eredmény                     | Ellenfél Eredmény | Ellenfél Eredmény | Ellenfél Eredmény | Ellenfél Eredmény | Ellenfél Eredmény | Helyezés |
| ----------- | ----------- | ------------------------------------------------ | ------------------------------------- | ----------------- | ----------------- | ----------------- | ----------------- | ----------------- | -------- |
| Esther Stam | Középsúly   | Tsend-Ayushiin Naranjargal (MGL) · 011(3)-000(0) | Kelita Zupancic (CAN) · 000(1)–000(0) | kiesett           | kiesett           |                   |                   |                   | 9.       |

## Íjászat
Női
| Versenyző                                               | Versenyszám | Selejtező | Selejtező | 64-es főtábla                          | 32-es főtábla     | Nyolcaddöntő                                                                 | Negyeddöntő       | Elődöntő          | Döntő             | Helyezés |
| Versenyző                                               | Versenyszám | Pont      | Kiemelés  | Ellenfél Eredmény                      | Ellenfél Eredmény | Ellenfél Eredmény                                                            | Ellenfél Eredmény | Ellenfél Eredmény | Ellenfél Eredmény | Helyezés |
| ------------------------------------------------------- | ----------- | --------- | --------- | -------------------------------------- | ----------------- | ---------------------------------------------------------------------------- | ----------------- | ----------------- | ----------------- | -------- |
| Krisztine Eszebua                                       | Egyéni      | 612       | 45.       | Dipika Kumári (IND)(20.) · 4-6         | kiesett           | kiesett                                                                      | kiesett           | kiesett           | kiesett           | 33.      |
| Yuliya Lobzhenidze                                      | Egyéni      | 594       | 57.       | Alejandra Valencia (MEX)(8.) · 4-6     | kiesett           | kiesett                                                                      | kiesett           | kiesett           | kiesett           | 33.      |
| Hatuna Narimanidze                                      | Egyéni      | 625       | 34.       | Ligyija Szicsenyikova (UKR)(31.) · 1-7 | kiesett           | kiesett                                                                      | kiesett           | kiesett           | kiesett           | 33.      |
| Krisztine Eszebua Yuliya Lobzhenidze Hatuna Narimanidze | Csapat      | 1831      | 12.       |                                        |                   | Mexikó (MEX) · Gabriela Bayardo · Aída Román · Alejandra Valencia (5.) · 0–6 | kiesett           | kiesett           | kiesett           | 9.       |

## Kajak-kenu

### Gyorsasági
Férfi
| Versenyző      | Versenyszám      | Előfutam | Előfutam | Előfutam | Elődöntő | Elődöntő | Elődöntő | Döntő | Döntő  | Döntő    | Helyezés |
| Versenyző      | Versenyszám      | Idő      | Hely.    | Össz.    | Idő      | Hely.    | Össz.    | Típus | Idő    | Helyezés | Helyezés |
| -------------- | ---------------- | -------- | -------- | -------- | -------- | -------- | -------- | ----- | ------ | -------- | -------- |
| Zaza Nadiradze | Kenu egyes 200 m | 41,423   | 4.       | 15.      | 40,146   | 1.       | 4.       | A     | 39,817 | 5.       | 5.       |

## Sportlövészet
Férfi
| Versenyző           | Versenyszám    | Selejtező | Selejtező | Döntő   | Döntő    |
| Versenyző           | Versenyszám    | Pont      | Helyezés  | Pont    | Helyezés |
| ------------------- | -------------- | --------- | --------- | ------- | -------- |
| Tsotne Machavariani | Légpisztoly    | 574       | 29.       | kiesett | kiesett  |
| Tsotne Machavariani | Szabadpisztoly | 552       | 15.       | kiesett | kiesett  |

Női
| Versenyző       | Versenyszám   | Selejtező | Selejtező | Elődöntő | Elődöntő | Döntő   | Döntő    |
| Versenyző       | Versenyszám   | Pont      | Helyezés  | Pont     | Helyezés | Pont    | Helyezés |
| --------------- | ------------- | --------- | --------- | -------- | -------- | ------- | -------- |
| Nino Salukvadze | Légpisztoly   | 377       | 34.       |          |          | kiesett | kiesett  |
| Nino Salukvadze | Sportpisztoly | 584       | 3.        | 14       | 6.       | kiesett | kiesett  |

## Súlyemelés
Férfi
| Versenyző          | Versenyszám | Szakítás | Szakítás | Lökés                    | Lökés                    | Összesen | Helyezés |
| Versenyző          | Versenyszám | Eredmény | Helyezés | Eredmény                 | Helyezés                 | Összesen | Helyezés |
| ------------------ | ----------- | -------- | -------- | ------------------------ | ------------------------ | -------- | -------- |
| Giorgi Chkheidze   | 105 kg      | 170      | 15.      | érvényes kísérlet nélkül | érvényes kísérlet nélkül | kiesett  | kiesett  |
| Lasa Talahadze     | +105 kg     | 215      | 2.       | 258                      | 1.                       | 473      |          |
| Irak'li Turmanidze | +105 kg     | 207      | 4.       | 241                      | 4.                       | 448      |          |

Női
| Versenyző            | Versenyszám | Szakítás | Szakítás | Lökés    | Lökés    | Összesen | Helyezés |
| Versenyző            | Versenyszám | Eredmény | Helyezés | Eredmény | Helyezés | Összesen | Helyezés |
| -------------------- | ----------- | -------- | -------- | -------- | -------- | -------- | -------- |
| Anast'asia Hot'pridi | +75 kg      | 113      | 12.      | 135      | 12.      | 248      | 12.      |

## Tenisz
Férfi
| Versenyző            | Versenyszám | 64-es főtábla                            | 32-es főtábla     | Nyolcaddöntő      | Negyeddöntő       | Elődöntő          | Bronz- mérkőzés   | Döntő             | Helyezés |
| Versenyző            | Versenyszám | Ellenfél Eredmény                        | Ellenfél Eredmény | Ellenfél Eredmény | Ellenfél Eredmény | Ellenfél Eredmény | Ellenfél Eredmény | Ellenfél Eredmény | Helyezés |
| -------------------- | ----------- | ---------------------------------------- | ----------------- | ----------------- | ----------------- | ----------------- | ----------------- | ----------------- | -------- |
| Nikoloz Basilashvili | Egyes       | Pablo Cuevas (URU) · 3-6, 7-6(10–8), 3-6 | kiesett           | kiesett           | kiesett           | kiesett           | kiesett           | kiesett           | 33.      |

## Torna

### Ritmikus gimnasztika
| Versenyző      | Versenyszám | Selejtező | Selejtező | Selejtező | Selejtező | Selejtező | Selejtező | Selejtező | Selejtező | Selejtező | Selejtező | Döntő   | Döntő   | Döntő   | Döntő   | Döntő    | Döntő    | Döntő   | Döntő   | Döntő    | Döntő    | Helyezés |
| Versenyző      | Versenyszám | Karika    | Karika    | Labda     | Labda     | Buzogány  | Buzogány  | Szalag    | Szalag    | Összesen  | Összesen  | Karika  | Karika  | Labda   | Labda   | Buzogány | Buzogány | Szalag  | Szalag  | Összesen | Összesen | Helyezés |
| Versenyző      | Versenyszám | Pont      | Hely.     | Pont      | Hely.     | Pont      | Hely.     | Pont      | Hely.     | Pont      | Hely.     | Pont    | Hely.   | Pont    | Hely.   | Pont     | Hely.    | Pont    | Hely.   | Pont     | Hely.    | Helyezés |
| -------------- | ----------- | --------- | --------- | --------- | --------- | --------- | --------- | --------- | --------- | --------- | --------- | ------- | ------- | ------- | ------- | -------- | -------- | ------- | ------- | -------- | -------- | -------- |
| Salome Pazhava | Egyéni      | 17,233    | 13.       | 17,783    | 6.        | 17,433    | 14.       | 16,666    | 20.       | 69,115    | 14.       | kiesett | kiesett | kiesett | kiesett | kiesett  | kiesett  | kiesett | kiesett | kiesett  | kiesett  | 14.      |

### Trambulin
| Versenyző     | Versenyszám | Selejtező | Selejtező | Döntő    | Döntő    |
| Versenyző     | Versenyszám | Pontszám  | Helyezés  | Pontszám | Helyezés |
| ------------- | ----------- | --------- | --------- | -------- | -------- |
| Luba Golovina | Női         | 98,285    | 8.        | 51,010   | 7.       |

## Úszás
Férfi
| Versenyző        | Versenyszám | Előfutam | Előfutam | Előfutam | Döntő   | Döntő    |
| Versenyző        | Versenyszám | Idő      | Hely.    | Össz.    | Idő     | Helyezés |
| ---------------- | ----------- | -------- | -------- | -------- | ------- | -------- |
| Irakli Revisvili | 400 m gyors | 4:00,56  | 5.       | 45.      | kiesett | kiesett  |

Női
| Versenyző         | Versenyszám | Előfutam | Előfutam | Előfutam | Elődöntő | Elődöntő | Elődöntő | Döntő   | Döntő    |
| Versenyző         | Versenyszám | Idő      | Hely.    | Össz.    | Idő      | Hely.    | Össz.    | Idő     | Helyezés |
| ----------------- | ----------- | -------- | -------- | -------- | -------- | -------- | -------- | ------- | -------- |
| Teona Bostashvili | 100 m mell  | 1:22,91  | 3.       | 43.      | kiesett  | kiesett  | kiesett  | kiesett | kiesett  |

## Vívás
Férfi
| Versenyző      | Versenyszám  | 32-es főtábla              | Nyolcaddöntő                                  | Negyeddöntő       | Elődöntő          | Bronz- mérkőzés   | Döntő             | Helyezés |
| Versenyző      | Versenyszám  | Ellenfél Eredmény          | Ellenfél Eredmény                             | Ellenfél Eredmény | Ellenfél Eredmény | Ellenfél Eredmény | Ellenfél Eredmény | Helyezés |
| -------------- | ------------ | -------------------------- | --------------------------------------------- | ----------------- | ----------------- | ----------------- | ----------------- | -------- |
| Sandro Bazadze | Kard, egyéni | Renzo Agresta (BRA) · 15-3 | Kim Dzsonghvan (Kim Jeong-hwan) (KOR) · 14-15 | kiesett           | kiesett           | kiesett           | kiesett           | 13.      |